# Jurij Revič
Jurij Revič (in russo Юрий Александрович Ревич?, angl. Yury Revich; Mosca, 28 agosto 1991) è un violinista russo.
Tra i riconoscimenti che ha ottenuto, si annoverano il primo premio alla competizione internazionale di violino “Virtuosi of the 21st Century” a Mosca e il Premio Nazionale del Patriarca di Tutte le Russie Alexy II “Christmas Star”. È il Giovane Artista dell'anno 2015 per l'International Classical Music Awards (ICMA).

## Biografia e carriera
Nato a Mosca, ha studiato con Galina Turchaninovoy dal 2005 al 2009, con Victor Pikaizen, e dal 2009 con Pavel Vernikov al Conservatorio di Vienna. Ha partecipato al Fondo Internazionale di Carità di Vladimir Spivakov.
Si è esibito in festival internazionali, come il Verbier Festival,il Festival Vladimir Spivakov a Colmar (France), il Rostropovich Festival a Baku (Azerbaijan), il Festival della Musica da Camera di Roma, Montepelier Radio France Festival, il Festival Liana Isakadze a Batumi (Georgia), il Festival della Musica a Kaunas e l'Eilat Festival in Israele.
Revič ha ottenuto vari riconoscimenti in competizioni internazionali per giovani musicisti - in particolare, il primo premio alla Competizione Internazionale di Violino "Virtuosi del XXI Secolo" a Mosca e il Premio Nazionale del Patriarca di Tutte le Russie Alexy II “Christmas Star”. Ha inoltre vinto il primo premio della Fondazione Guzik. La giornalista Natalia Kolesova scrisse nel 2001:

Nella sua esecuzione di Basque Capriccio di Sarasate si può sentire il dramma, la passione e il coraggioso rigore. Un così brillante giovane violinista dimostra ancora una volta che nel mondo della musica la maturità non sopraggiunge con l'età, dipende dall'intensità dei sentimenti.
Nel maggio del 2009, debuttò alla Carnegie Hall di New York. Si è poi esibito alla Tonhalle di Zurigo e alla Scala di Milano nel 2013, suonando il Concerto per Violino di Tchaikovskij con l'Orchestra Sinfonica Giuseppe Verdi di Milano diretta da Zhang Xion.
Registra per Sony Classical, ARS, Odradek e onepoint.fm.
Nel 2015 Yury diede vita a un nuovo ciclo internazionale di concerti a Vienna "Friday Nights with Yury Revich" con artisti come Paul Badura-Skoda, Pavel Vernikov, Alexey Igudesman, Kotaro Fukuma e con la partecipazione di molte altre celebrità.
Nel giugno del 2015 Yury Revič organizzò il primo Concerto Gala a Vienna "All for Autism" per sostenere il Centro Austriaco per l'Autismo (Österreichische Autistenhilfe), con il patrocinio delle Ferrovie Austriache.

## Registrazioni
- Russian Soul – con Valentina Babor (pianoforte), 2012, Ars Produktion 1008420
- Andreas Romberg: 3 Violin Sonatas, Op.32 – 2013, Sony Classical Switzerland G010002935153N
- Romberg: Concertos 2013, Sony Classical Switzerland B00BQQ85JK
- Mozart and Sarasate 2014, OnePoint.FM
- 8 Seasons 2015, Ars Produktion 38170
- Steps through the Centuries 2015, Odradek Records 0855317003103